# Barrien (Groß Lessen)
Barrien ist ein Ortsteil der Ortschaft Groß Lessen in der Stadt Sulingen im niedersächsischen Landkreis Diepholz.
Der Ort liegt an der Kreisstraße K 1 nordwestlich des Kernortes Groß Lessen und westlich des Stadtkerns von Sulingen. Südlich verläuft die B 214, nordöstlich fließt der Kuhbach, ein Nebenfluss der Kleinen Aue, die östlich fließt.
Nordwestlich liegt das 1.599 ha große Naturschutzgebiet Nördliches Wietingsmoor, westlich die 878 ha und 298 ha großen Naturschutzgebiete Freistätter Moor und Mittleres Wietingsmoor.